# Leo Byrd
Leo Wesley Byrd (Huntington, 14 aprile 1937 – 20 luglio 1991) è stato un cestista statunitense.

## Carriera
Dopo aver stabilito il record dello stato nel 1954-55, segnando 34,2 punti a partita per la Huntington High School, si trasferì alla Marshall University.
Dopo un primo anno nella squadra dei freshmen, nel 1956-57 segnò 16,4 punti per gara, migliorando fino a 24,9 l'anno seguente e a 29,3 nell'anno da senior.
Nell'estate del 1959 venne convocato per i Giochi panamericani di Chicago, dove vinse la medaglia d'oro, disputando 4 partite con 2,5 punti di media.
Venne selezionato al quarto giro del Draft NBA 1959 con la 25ª scelta assoluta dai Cincinnati Royals, ma non giocò mai nella NBA.

## Palmarès
- NCAA AP All-America Second Team (1959)